# Kreuz Dortmund/Unna
Het Kreuz Dortmund/Unna is een knooppunt in de Duitse deelstaat Noordrijn-Westfalen.
Op dit klaverbladknooppunt  tussen de steden Dortmund en Unna, kruist de A1 (Heiligenhafen-Saarbrücken) de A44 die in oostelijke richting naar Kassel loopt. In westelijke richting gaat de A44 verder als B1 richting Dortmund. Tevens kruist de B1 ten noorden van het klaverblad de A1 bij afrit Unna.

## Richtingen knooppunt
| Aansluitende wegen            | Aansluitende wegen                   | Aansluitende wegen                         | Aansluitende wegen | Aansluitende wegen |
| ----------------------------- | ------------------------------------ | ------------------------------------------ | ------------------ | ------------------ |
|                               |                                      | richting Unna / Münster Bremen / Hannover  |                    |                    |
|                               |                                      |                                            |                    |                    |
| richting Dortmund Holzwickede | richting Unna-Ost / Kassel Paderborn |                                            |                    |                    |
|                               |                                      |                                            |                    |                    |
|                               |                                      | richting Köln / Düsseldorf Frankfurt a. M. |                    |                    |